# Jacques Béguin
Pour les articles homonymes, voir Béguin.
Jacques Béguin, né le 26 mars 1922 à La Chaux-de-Fonds et mort dans la même ville le 13 novembre 2013 est une personnalité politique suisse, membre du Parti progressiste national (PPN).

## Biographie
Agriculteur, conseiller général (1952-68) et conseiller communal à La Chaux-de-Fonds (1968-69), il est élu de 1949 à 1969 au Grand Conseil neuchâtelois qu'il préside en 1964-1965. Il est ensuite élu au Conseil d'État du 22 avril 1969 au 20 mai 1985. Il prend alors la tête des départements de l'Agriculture et de l'Intérieur: Il fait aboutir la loi sur la protection du vignoble. 
Il échoue dans sa tentative d'élection au Conseil national en 1959. Il favorise la fusion entre le PPN et le parti libéral en 1980. 